# Edema cerebral de grande altitude
O edema cerebral de grande altitude é uma alteração ou disfunção grave do sistema nervoso central que ocorre em sujeitos expostos a hipóxia de altitude. A causa desta manifestação clínica deve-se à presença de um edema no tecido cerebral. Os sintomas podem incluir dores de cabeça, perda de coordenação (ataxia), debilidade e perda dos níveis de consciência, incluindo desorientação, perda de memória, alucinações e comportamentos psicóticos e coma.
O edema cerebral é desencadeado pelo aumento de líquidos intra (dentro das células) e extracelular (fora das células) no cérebro. O edema pode surgir numa zona limitada ou em todo o cérebro. O diagnóstico e tratamento precoce reduzem as sequelas tornando o prognóstico mais favorável.
O mal de montanha agudo pode evoluir para um edema pulmonar de grande altitude ou um edema cerebral de grande altitude, ambos potencialmente fatais.